# Neptune Glacier
Neptune Glacier är en glaciär i Antarktis. Den ligger i Västantarktis. Argentina, Chile och Storbritannien gör anspråk på området. Neptune Glacier ligger 221 meter över havet.
Terrängen runt Neptune Glacier är kuperad österut, men västerut är den platt. Trakten är obefolkad. Det finns inga samhällen i närheten. 